# Kasteel-museum

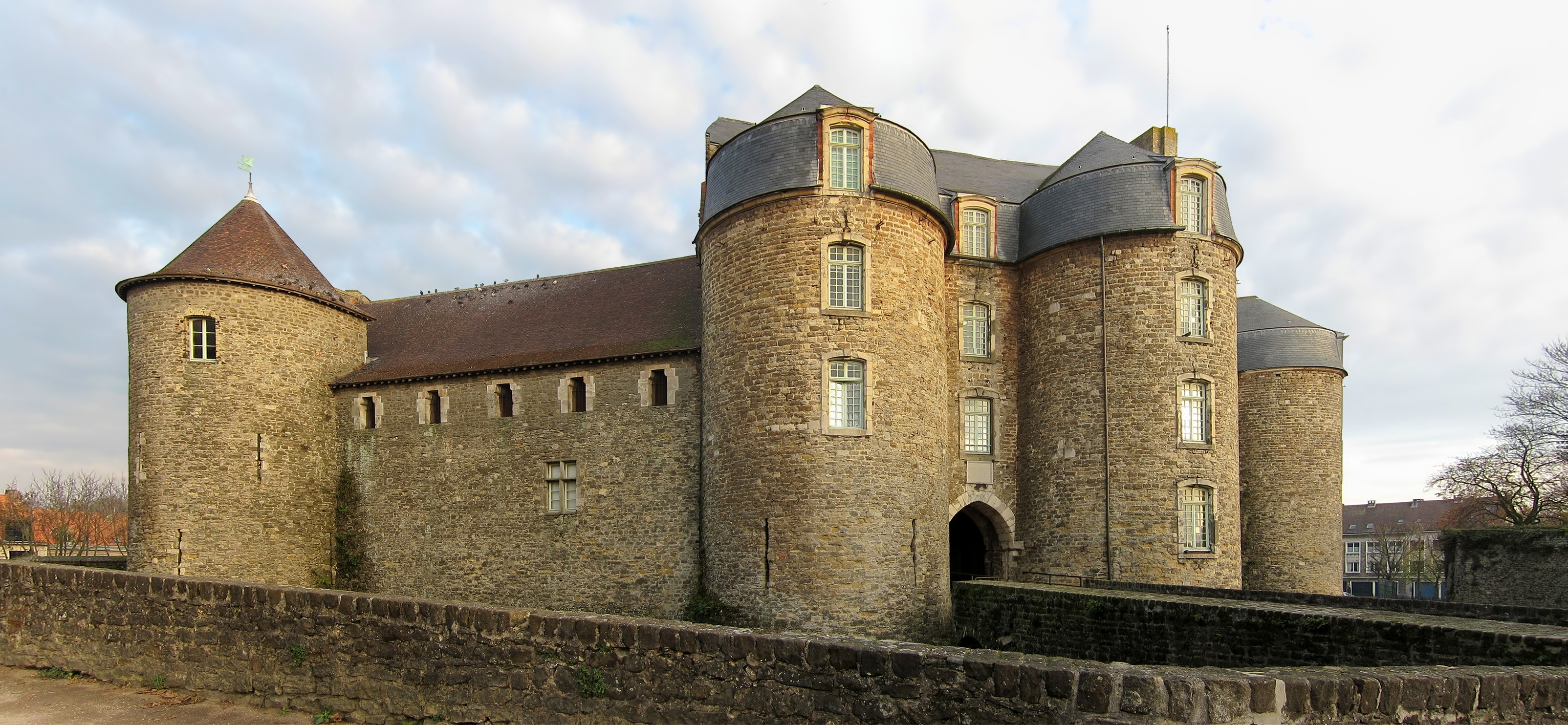
Kasteel-museum

Het Kasteelmuseum (Musée-Château) is een museum in de tot het departement Pas-de-Calais behorende stad Boulogne-sur-Mer.

## Geschiedenis
De geschiedenis van het museum gaat terug tot 1825 en is gebaseerd op het curiositeitenkabinet van de kunstschilder Alexandre Isidore Leroy de Barde. De verzameling werd verrijkt met voorwerpen die door de vele reizigers uit verre landen werden meegebracht.
Oorspronkelijk was de verzameling ondergebracht in het voormalig seminarie, een 18e-eeuws bouwwerk. In 1988 werd het grafelijk kasteel betrokken.

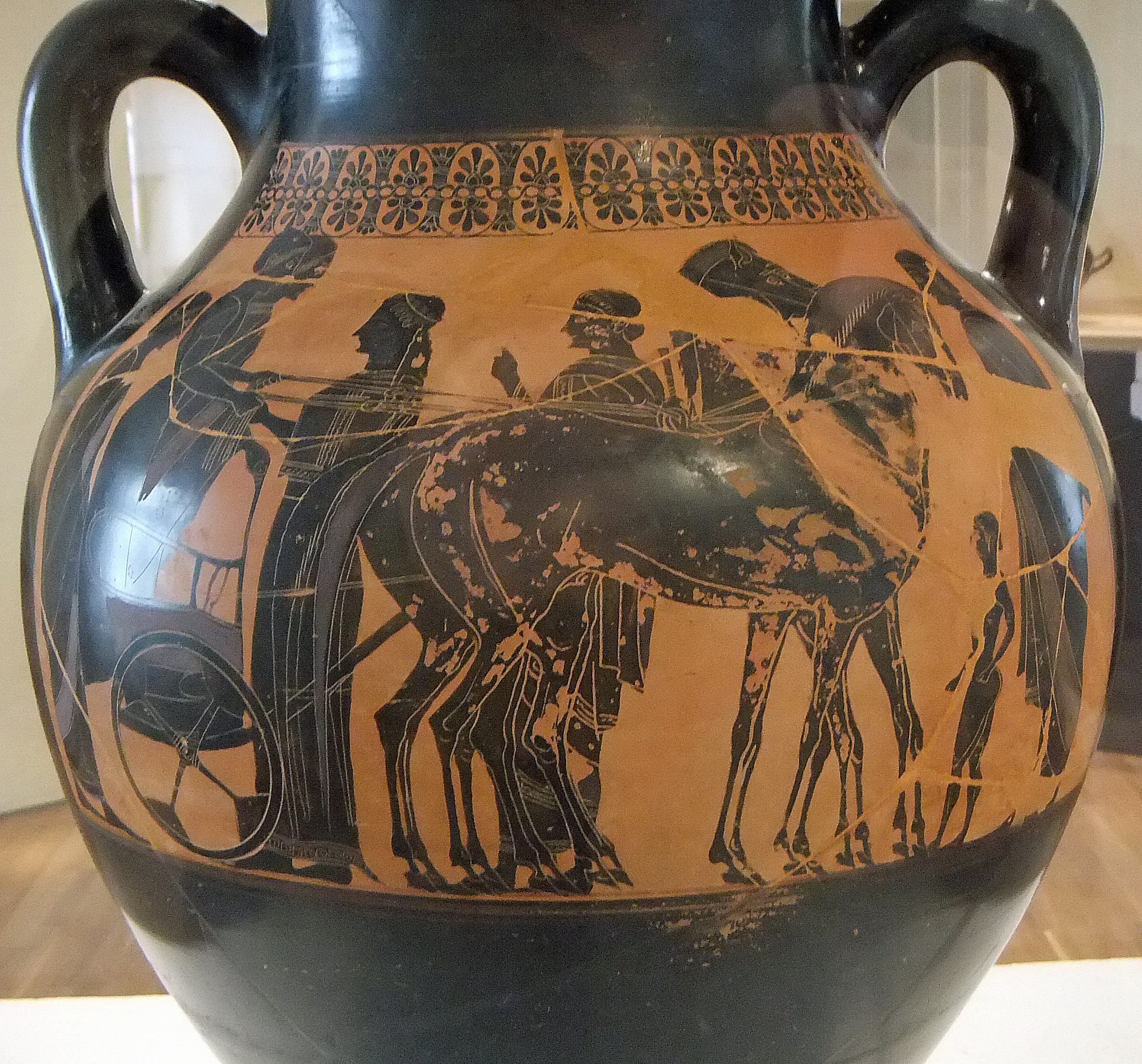
Zelfmoord van Ajax

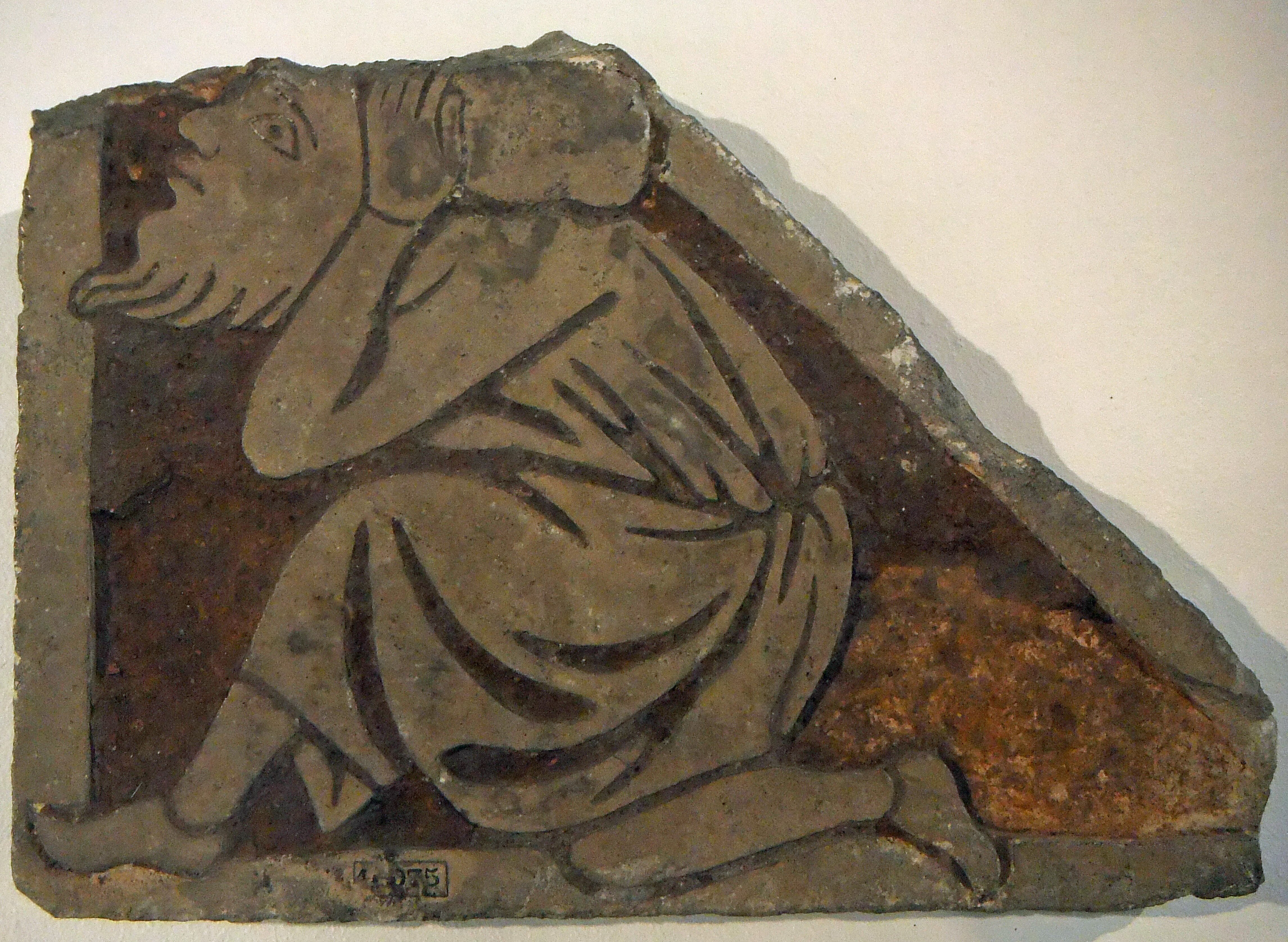
Tegel uit de voormalige kathedraal van Thérouanne

## Collectie
Het museum beslaat vier afdelingen:
1. Mediterrane archeologie, waaronder een egyptologische verzameling; een verzameling Grieks vaatwerk met als topstuk een amfora van 530 v.Chr., voorstellende de zelfmoord van Ajax.
2. Volkenkundige afdeling, met voorwerpen uit precolumbiaans Amerika, Afrika, en Oceanië. Belangrijk is de collectie voorwerpen uit Alaska.
3. Afdeling plaatselijke geschiedenis, zoals de Romeinse en middeleeuwse voorwerpen die tijdens opgravingen zijn gevonden. Ook het plan van Napoleon om in 1804 Engeland binnen te vallen wordt toegelicht.
4. Afdeling der schone kunsten, met schilderijen van de 15e tot en met de 20e eeuw. Ook is er een afdeling Franse schilderijen en beeldhouwwerken van de 19e eeuw. In 2008 schonk de Boulognese kunstschilder Georges Mathieu een aantal van zijn werken aan het museum.